# Yeast artificial chromosome
Gli Yeast artificial Chromosome (YAC) sono vettori utilizzati nella tecnologia del DNA ricombinante.
Gli YAC sono, letteralmente, cromosomi artificiali di lievito ed in quanto tali, hanno le tre caratteristiche comuni a tutti i cromosomi eucariotici cioè telomeri, centromeri, ed una o più origini di replicazione. Gli YAC inoltre, dato il loro uso nelle tecnologie del DNA ricombinante, contengono uno o più siti di restrizione grazie ai quali si può effettuare l'inserimento di DNA esogeno da clonare. Essendo cromosomi eucariotici, sono i vettori di clonaggio che hanno la capacità di contenere  inserti più grandi di DNA, che potenzialmente possono arrivare anche a 1400 kb, rispetto a qualsiasi altro vettore (BAC, plasmidi, elemento P di Drosophila) e questo ha permesso un loro uso intensivo negli studi sui genomi degli eucarioti superiori. Alcuni frammenti di DNA esogeno possono essere instabili all'interno dei vettori YAC e per la clonazione di questi frammenti instabili si utilizzano altri tipi di vettori.